# 楊夫人 (馬希聲)
楊夫人（?—?），中國五代十国之南楚衡陽王馬希聲的夫人，長沙人，節度行軍司馬楊諡的女兒。衡陽王即位后，楊諡的兒子楊昭惲被封為衡州刺史，為人奢侈驕橫，廣建宅第。長沙兵亂，指揮使陸孟俊將楊氏全家屠滅，楊夫人不知所終。